# تجمع وادي روغة (تريم)

تعديل مصدري - تعديل

تجمع وادي روغة هي إحدى قرى عزلة تريم بمديرية تريم التابعة لمحافظة حضرموت، بلغ تعداد سكانها 32 نسمة حسب تعداد اليمن لعام 2004.